# Campeonato Sul-Americano de Voleibol Masculino de 1961
O Campeonato Sul-americano de Voleibol Masculino de 1961 foi a 4ª edição do torneio organizado pela Confederação Sul-Americana de Voleibol realizado no ano de 1961 em Lima, Peru.

## Tabela final
| Posição | Equipe    |
| ------- | --------- |
|         | Brasil    |
|         | Chile     |
|         | Argentina |
| 4       | Peru      |
| 5       | Colômbia  |